# Bella Morte
Bella Morte es un grupo de  rock gótico estadounidense.

## Historia
Bella Morte se formó en el año 1996 en la localidad de Charlottesville, Virginia (Estados Unidos). Mezclan diversos estilos musicales, por lo que sus fanes son variados.

## Miembros
- Andy Deane - <voz>
- Tony Lechmanski - <guitarra>
- Jordan Marchini - <batería>
- Tony Pugh - <bajo>
- Micah Conslyman - <sintetizadores>

### Antiguos miembros
- Chris "Frizzle" - guitarra
- Bn - guitarra
- Gopal Metro - Bajo

## Discografía

### Álbumes
- Remorse (demo, sólo casete) (1996)
- Remains (1997)
- Where Shadows Lie (1999)
- The Death Rock EP (Vinyl - limitado a 300) (2001)
- The Quiet (2002)
- The Death Rock EP (CD con bonus tracks) (2002)
- Remains (Remastered Version) (2002)
- As the Reasons Die (2004)
- Songs for the Dead EP (2004)
- Bleed the Grey Sky Black (2006)
- Beautiful Death (2008)
- Before the Flood (2011)

### Compilaciones
- Music from the Succubus Club - Vampire: The Masquerade (2000) (Dancing Ferret Discs) - Fall No More
- A Gothic-Industrial Tribute to Smashing Pumpkins (2001) (Cleopatra Records) - Soma